# Maricao
Maricao es el municipio con la segunda población más pequeña del Estado Libre Asociado de Puerto Rico. Está localizado en el borde occidental de la Cordillera Central. Limita por el suroeste de San Germán. Sabana Grande y Yauco; por el sur  y sureste respectivamente. De Las Marías por el noroeste. De Lares por el noreste .  De Mayagüez; y por el este y de Adjuntas por es este. Maricao está repartido en 6 barrios y Maricao Pueblo, el centro urbano y administrativo del Municipio de Maricao. 
Maricao tiene una población de 6449 habitantes, según el censo del 2000. También tiene un área terrestre de 94,87 km².

## Historia

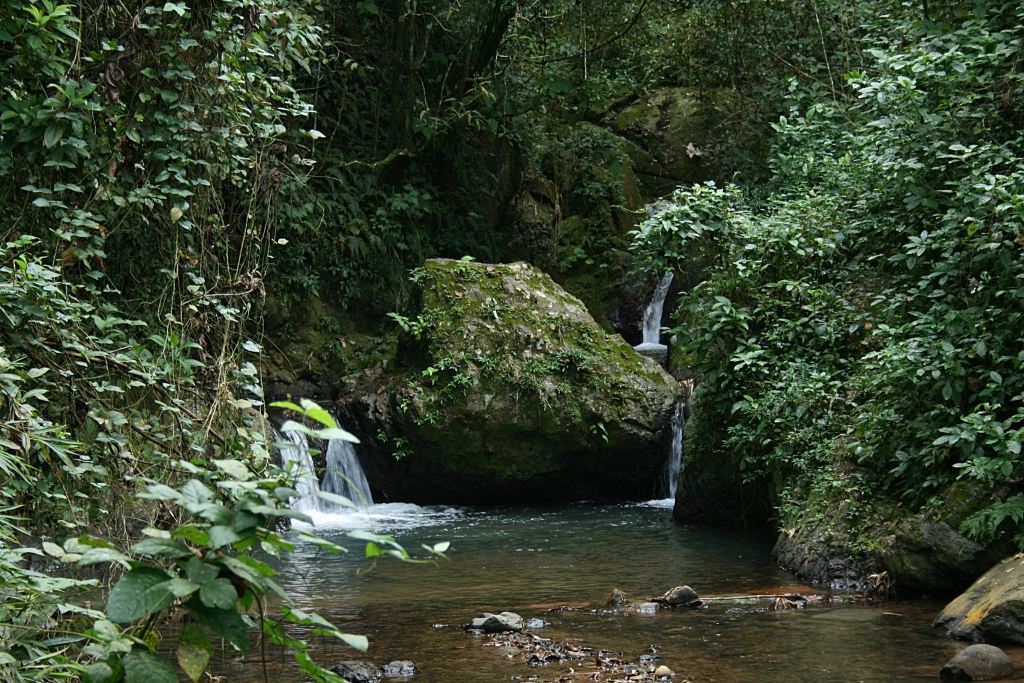
Arroyo en el Monte del Estado.

Maricao fue fundada en el 1 de abril de 1874 cuando Bernardo Collado, Julián Ayala, Francisco M. Sojo, Napoleón Pietri y Leoncio S. Martínez solicitaron la autorización oficial para establecer un pueblo. Originalmente, pertenecía al municipio de San Germán, pero ellos alegaron que las carreteras eran muy largas y casi no podían pasar. Su petición hizo referencias a una parroquia ya establecida en el 1866.
Durante la explosión del café en el siglo XIX, Maricao y otras regiones se aflojaron económicamente. Cuando el arranque del café en la isla terminó al comienzo del siglo XX, las condiciones económicas se deterioraron de nuevo. La mayoría de plantaciones se han convertido en museos para estimular la industria del turismo. Mientras Puerto Rico aún tiene un lugar en el mercadeo de café, el crecimiento del café de gran escala que construyó a Maricao ya no es económicamente factible.

## Símbolos

### Bandera
La bandera de Maricao se deriva sus colores, diseño y simbolismo desde el escudo municipal. Consiste de un paño verde, con las dimensiones usuales de las banderas municipales de Puerto Rico y cruzado desde un extremo hacia otro por una banda amarilla en forma de M. El color verde simboliza la vegetación del municipio y la banda amarilla simboliza las montañas de la región.

### Escudo
En un campo plateado, reside una banda verde en forma "V" invertida. La banda contiene cinco chozas doradas. A los lado y debajo de la venda hay un total de tres ramas del árbol de Maricao con flores. Rodeando el protector debajo y a cualquier lado son dos ramas de árbol de café. Sobre él está puesta una corona mural de oro con tres torres contorneada en negro con las puertas y las ventanas verdes.

### Nombre
El origen del nombre tiene dos versiones. Algunos dicen que el nombre viene del árbol de Maricao (Byrsonima spicata), que tiene flores amarillas y crece en el municipio. La otra versión es una leyenda sobre una mujer taína llamada María quien, durante la colonización española, se enamoró de un soldado español. Ella lo informó sobre un ataque planeado por su tribu y los soldados españoles tomaron la ofensiva. María fue llevada prisonera por su gente y la condenaron por traición, fue amarrada en un árbol y fue sacrificada. Supuestamente "cao" significa "sacrificio", entonces Maricao significa "el sacrificio de María".

## Geografía
Maricao es muy montañoso y pertenece a la sección del oeste de la Cordillera Central.

### Barrios

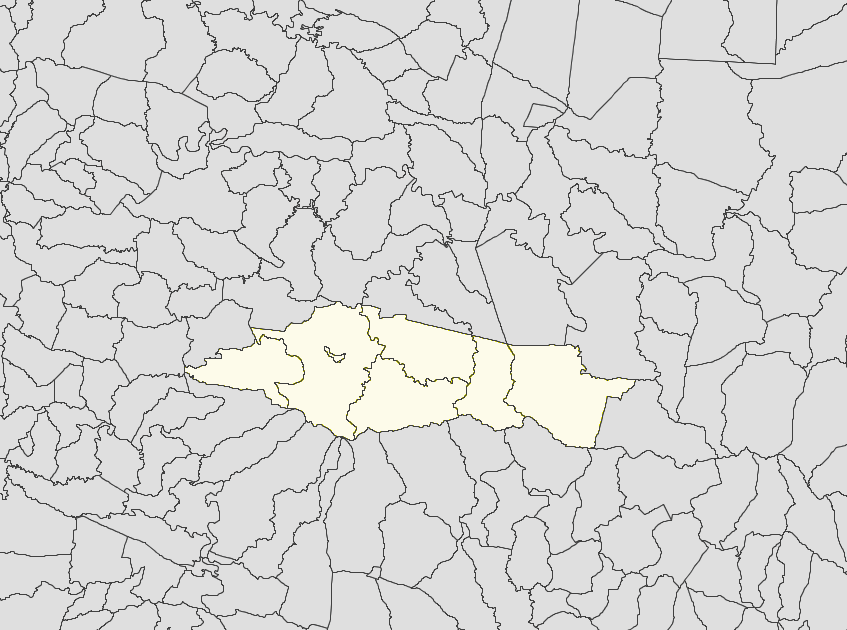
Subdivisions of Maricao.

Maricao se divide en siete barrios.
1. Bucarabones
2. Indiera Alta
3. Indiera Baja
4. Indiera Fría
5. Maricao Afuera
6. Maricao barrio-pueblo
7. Montoso

## Cultura

### Turismo

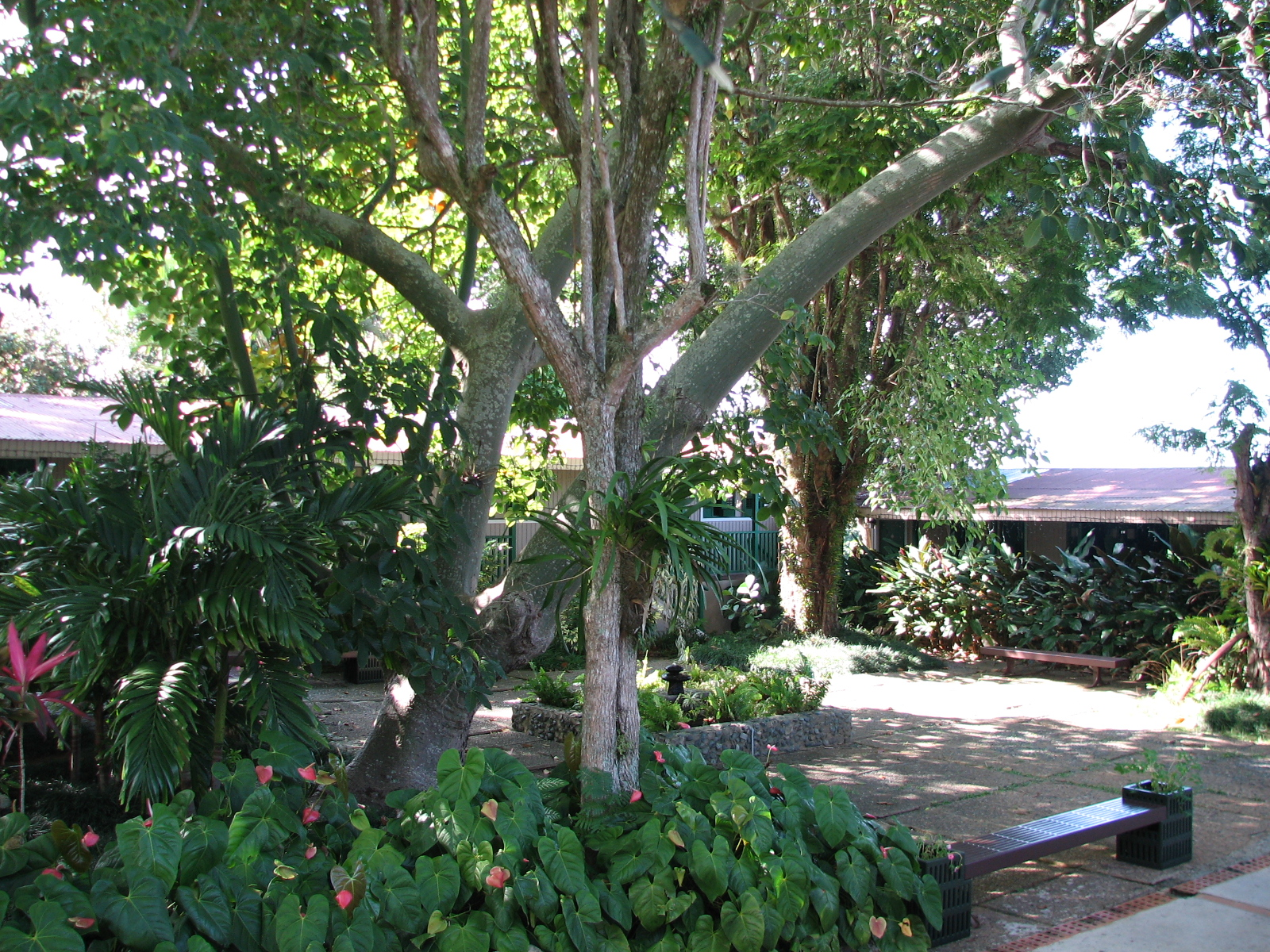
Patio de Hacienda Juanita

Maricao tiene muchas haciendas que se han convertidos en museos. Por ejemplo, la Hacienda Delicias y la Hacienda Juanita. Otros lugares para visitar son el centro de recreo Bambúa y el cuido de pescado de Maricao. Algunos sitios naturales para visitar son la Reserva del bosque de Monte del Estado, la Laguna del Prieto y la cascada de Salto de Curet.

### Festivales y eventos
Un festival tradicional ocurrido en el municipio es el Festival de Fin de la Cosecha de Café.

## Economía
Por décadas, la economía de Maricao se ha basado en la agricultura, especialmente en las plantaciones de café. Las frutas y las verduras también crecen en el municipio. En las últimas décadas, el turismo y la manufactura también han tenido papeles importantes en la economía. En algunas plantaciones del pueblo se fabrican equipamientos quirúrgicos.

## Gobierno
El primer alcalde de Maricao fue Juan Ferrer y Arnijas, cuyo término duró desde el 1874 hasta el 1876. Wilfredo 'Juny' Ruiz electo cómo nuevo alcalde el 3 de noviembre del 2020, luego de una nefasta administración de 28 años. Juramentación 2 de enero de 2021

## Educación
Maricao cuenta con varias escuelas públicas y privadas distribuidas en varias regiones. La educación pública está administrada por el Departamento de Educación de Puerto Rico.

## Transporte
No hay conexión directa de la autopista hacia Maricao. Las carreteras #119 y #120 lideran desde el norte, mientras las carreteras #121 y 105 lideran desde el sur. Maricao está ubicado aproximadamente a tres horas de San Juan.